# NGC 7176
NGC 7176 is een elliptisch sterrenstelsel in het sterrenbeeld Zuidervis. Het hemelobject ligt ongeveer 99 miljoen lichtjaar van de Aarde verwijderd en werd op 23 september 1834 ontdekt door de Britse astronoom John Herschel. Het sterrenstelsel behoort samen met NGC 7172, NGC 7173 en NGC 7174 tot de cluster HGC 90.

## Synoniemen
- ESO 466-41
- MCG -5-52-11
- UGCA 423
- VV 698
- HCG 90B
- PGC 67883